# Rostroraja
Rostroraja es un género de peces de la familia Rajidae. Incluye una única especie, Rostroraja alba.